# 金山町立有屋小学校
金山町立有屋小学校（かねやまちょうりつ ありやしょうがっこう）は山形県最上郡金山町にあった公立小学校。

## 概要
- 小学校の学区である有屋地区は金山川の上流に位置し、大きく稲沢、宮、下向三地区、柳原、入有屋の5地区で構成されていた[1]。

## 沿革
出典
- 1884年（明治17年）10月12日 - 稲沢地区に金山学校有屋分校設置
- 1892年（明治25年）4月1日 - 有屋尋常小学校に改称
- 1894年（明治27年）5月 - 宮地区に校舎移転
- 1925年（大正14年）12月 - 校舎改築
- 1941年（昭和16年）4月1日 - 金山国民学校有屋分教場に改称
- 1947年（昭和22年）4月1日 - 金山町立有屋小学校と改称
- 1950年（昭和25年）6月 - 校舎新築
- 1980年（昭和55年）3月31日 - 新校舎完成
- 2020年（令和2年）2月27日 - 教育委員会にて2022年4月での小学校統合が議決[2]
- 2022年（令和4年）3月31日 - 金山町立金山小学校へ統合され閉校[3][2]

## 校歌
- 1963年（昭和38年）1月制定
  - 作詞：結城哀草果
  - 作曲：建部有典

## 学区
- 稲沢、宮、下向三地区、柳原、入有屋[1]

## 卒業後
- 金山町立金山中学校へ進学する。